# 闪蚬
闪蚬（学名：Corbicula nitens）为蚬科蚬属的动物，俗名蚬子。分布于朝鲜以及中国辽宁、陕西、湖北、湖南、广东、贵州等地，常生活于河流。